# Lágrima
A lágrima ou fluido lacrimal é uma mistura das secreções das glândulas lacrimais (principal e acessórias), das células caliciformes e das glândulas meibomianas.  Elas são secreções que limpam e lubrificam os olhos, através da lacrimejação, que é a produção das lágrimas, e são formadas por água, sais minerais, proteínas e gordura. Situações de fortes emoções, como tristeza ou alegria, prazer, admiração, além de bocejos e irritação também podem causar a lacrimejação, ou o choro, propriamente dito. Alem disso, a lágrima é uma importante barreira física do sistema imunológico para proteção do olhos e nos seres humanos, o revestimento da película lacrimal do olho é conhecido como o filme lacrimal.

## Composição
A lágrima é composta de água, sais minerais, proteínas e gordura, onde 98% dela é constituída pela água sendo o restante material sólido como o cloreto de sódio, enzimas como a lisozima, lipídios e complexos imunológicos. A secreção lacrimal tem um pH neutro em torno 7.0 à 7.4, tendo como seu volume médio renovado aproximadamente a cada 5 minutos .

## Filme lacrimal
O filme lacrimal tem três camadas distintas, sendo a mais externa uma camada de lipídios, que é formada pela secreção da Gândula de Meibómio, tendo a função de cobrir a camada aquosa, criando uma barreira que impede que as lágrimas caiam descontroladamente pelo rosto, também servindo para atrasar a evaporação no olho. Entre as camadas externa e interna, encontra-se a camada aquosa, formada por água, sais minerais e complexos imunológicos que promovem o controle de agentes infecciosos invasores, a camada serve para proporcionar a oxigenação do epitélio corneal, além de criar uma superfície lisa e regular para a visão. A camada mais interna, que fica em contato direto com a superfície corneal, é formada por glicoproteínas segregadas pelas glândulas caliciformes, que permite que a solução aquosa se espalhe por toda a córnea, permitindo uma distribuição uniforme da película lacrimal.
As funções do filme lacrimal é de (1) fazer da Córnea uma superfície óptica, lisa e regular; (2) umedecer o epitélio de Córnea e da Conjuntiva; (3) Inibir o desenvolvimento de micro-organismos na Conjuntiva e Córnea, através do fluxo lacrimal e da ação antimicrobiana do fluido lacrimal. A deficiência em qualquer dos elementos componentes no filme lacrimal pode levar à perda de estabilidade do mesmo, portanto a análise criteriosa da lágrima é de suma importância no diagnostico do "Olho seco" (Xeroftalmia) que é disfunção do filme lacrimal, segundo vários autores, é uma das condições mais freqüentes na prática oftalmológica. O olho seco é uma doença ocular multifatorial, de alta prevalência, que envolve alterações das lágrimas e da superfície ocular e resulta em sintomas de desconforto e distúrbio visual e instabilidade do filme lacrimal com potencial risco à integridade da superfície ocular. O potencial prejuízo a superfície ocular causado por alterações na quantidade e/ou na qualidade do filme lacrimal associadas ao olho seco tem sido exaustivamente estudado. Essas alterações podem se justificar pelo acúmulo de mediadores inflamatórios, alterações hormonais, instilação de conservantes ou drogas com potencial tóxico ou alergênico, estudos mostram também que o olho seco pode ser correlacionado com AIDS, já que os portadores são imunocomprometidos justificando uma potencial prevalência.
O filme lacrimal é fundamental para a qualidade óptica, conforto e manutenção da superfície ocular e pode ser alterado por doenças autoimunes, processos cicatriciais e degenerativos, além de comorbidades como diabetes, alergia ocular, menopausa e processos de senilidade e uso de medicações, sejam estas de administração tópica ou sistêmica. É imprescindível que haja uma integração harmônica entre as glândulas lacrimais, a superfície ocular (córnea, conjuntiva e glândulas meibomianas), as pálpebras e os nervos sensoriais e motores.

### Testes para Avaliação do Filme Lacrimal
1.Teste de Schirmer I e II:
Estes testes visam avaliar a camada aquosa do filme lacrimal, através da colocação de tiras de papel de filtro especificas como dispositivo para medir a secreção da lágrima.
O teste de Schirmer I é realizado sem anestésico tópico e, assim mede a função da glândula lacrimal, cuja atividade secretora é estimulada pela natural irritação provocada pelo papel de filtro (secreção reflexa).
O teste de Schirmer II já é realizado após instilação de colírio anestésico e mede a função das glândulas lacrimais acessórias que na realidade é a secreção basal.
2. Teste de tempo de ruptura do filme lacrimal ( BUT ):
Este teste pode determinar o estado da camada de mucina pois é ela que mantêm o filme lacrimal integro entre uma piscada e outra. È feito após instilação de fluoresceína a 2% e contagem do tempo de ruptura do filme lacrimal.
3. Teste de Rosa Bengala:
É realizado após instilação do corante vital de Rosa bengala em solução a 1% que cora células lesadas e mortas sem penetrar nos defeitos epiteliais, que se coram com a fluoresceína.
4. Análise Bioquímica da lágrima:
- Dosagem da Lisozima lacrimal;

A lisozima é uma enzima que possui atividade bacteriostática e que encontra-se tocada na síndrome de Sjogren.
- · Dosagem de Lactoferrina lacrimal;
- · Dosagem de IgA;
- · Osmolaridade Lacrimal;

5. Biopsia de glândula lagrimal

## Classificação da Secreção Lacrimal
As glândulas lacrimais secretam fluidos, que fluem pelos canais excretores principais, para o espaço entre o globo ocular e as pálpebras. Quando os olhos piscam, os fluidos lacrimais se espalham por toda a superfície do olho. Esses fluidos se juntam no lago lacrimal, e são sugados para dentro do ponto lacrimal, seguindo, então, por canalículos lacrimais, entrando num reservatório chamado de saco lacrimal. Posteriormente são levados pelo ducto nasolacrimal e, finalmente, chega na cavidade nasal. Situações de produção lacrimal excessiva, como o choro, podem causar um corrimento do nariz. Basicamente existem tipos quanto a classificação das secreções lagrimais, sendo elas:
Secreção de lágrima basal: em olhos saudáveis, a córnea é permanentemente mantida molhada e alimentada pelas lágrimas basais. Elas lubrificam os olhos, e auxiliam em mantê-los livres da poeira. Esse tipo de lágrima é formada por água, mucina, lípidos, lisozima, lactoferrina, lipocalina, lacritina, imunoglobulinas, glicose, ureia, sódio e potássio. Algumas das substâncias no fluido lacrimal (tais como a lisozima) são capazes de lutar contra infecções bacterianas, funcionando como um componente do sistema imunológico do organismo. A lisozima é capaz de realizar essa tarefa graças à sua propriedade de dissolução de uma camada no revestimento exterior, chamado de peptidoglicano, de certas bactérias. É um fluido corporal típico com um teor de sal semelhante ao plasma do sangue. Em condições normais, em um período de 24 horas, cerca de 0,75 a 1,1 gramas de lágrimas basais é secretada, sendo essa taxa decrescida com o avanço da idade.  Os secretores basais localizam-se nas glândulas lacrimais acessórias de Krause e Wolfring, cuja secreção é aquosa; nas células caliciformes da conjuntiva com secreção mucosa e nas glândulas de Meibomius e Zeiss com secreção lipídica. Estas secreções revestem a superfície anterior do globo ocular, dispondo-se de maneira característica a formar o chamado filme lacrimal.
Secreção de lágrimas reflexivas: essas lágrimas são resultado de irritação do olho por partículas estranhas ao corpo, ou pela presença de substâncias irritantes, como os vapores de cebola, gás lacrimogêneo, ou spray de pimenta que podem afligir olho, incluindo a córnea, a conjuntiva, ou a mucosa nasal. Esse tipo de lágrima também pode ser secretado como resposta a uma luz muito forte, repentina e brilhante, além de estímulos quentes ou apimentados na língua ou na boca, estando também relacionada ao vômito, à tosse, e ao bocejo. As lágrimas reflexivas também podem auxiliar a remover substâncias irritantes que podem entrar no olho. Os secretores reflexos localizam-se na glândula lacrimal principal e glândula lacrimal acessória palpebral. As vias de estímulo destas glândulas são o V par em qualquer de seus ramos sensitivos, · a córtex frontal, o gânglio basal, o hipotálamo, o tálamo e o gânglio simpático cervical.
Secreção de lágrimas emocionais ou choro: esse terceiro tipo de lágrima, normalmente, é causada por uma lacrimação excessiva causada por um forte estresse emocional, como raiva, sofrimento, aflição, felicidade, ou dor física. Geralmente, esse tipo de lágrima não é secretado durante situações de combate ou de fuga, quando a adrenalina está espalhada pelo corpo, porque o sistema nervoso simpático inibe a secreção lacrimal. Nos seres humanos, as lágrimas emocionais podem ser acompanhadas por vermelhidão da face e soluços, respiração descompassada, e, por vezes, envolvendo espasmos por toda a parte superior do corpo. Lágrimas provocadas por emoções têm uma química diferente daquelas que funcionam para lubrificação ou defesa, elas contêm prolactina, hormônios à base de proteínas, hormônio adrenocorticotrófico, e encefalina leucina (que é um analgésico natural).

## Fisiopatologias
A Xeroftalmia ou "Olho seco" como já mencionada anteriormente constitui a maior prevalência de casos no que se refere distúrbios fisiopatológicos, além disso, existem outras ocorrências que podem ser acometida como sintomas de distúrbios oftalmológicos associadas a obstrução e aumento das secreções lacrimais. A obstrução da drenagem lacrimal pode conduzir a estase e infecção. Infecção recorrente do saco lacrimal (dacriocistite), às vezes, pode se espalhar, levando potencialmente a celulite orbitária. Já o excesso de lacrimejamento pode causar uma sensação de olhos lacrimejantes ou resultar em lágrimas caindo no rosto (epífora). 

### Aumento da produção de lágrimas
As causas mais comuns são:
- Infecção das vias respiratórias superiores (URI);
- Rinite alérgica;
- Conjuntivite alérgica;
- Olhos secos (lacrimejamento reflexo produzido em resposta a secura da superfície ocular);
- Triquíase.

Qualquer doença que cause irritação conjuntival ou corneana pode aumentar a produção de lágrima ( Algumas causas de lacrimejamento). No entanto, a maioria dos pacientes com distúrbios da córnea que provocam excesso de lacrimejamento (p. ex., abrasão da córnea, úlcera da córnea, corpo estranho na córnea, queratite) ou com glaucoma primário de ângulo fechado ou em uveíte anterior com sintomas oculares diferentes de lacrimejamento (p. ex., dor nos olhos, vermelhidão). A maioria das pessoas que tem estado chorando não precisam avaliação do lacrimejamento.

### Diminuição da drenagem nasolacrimal
As causas mais comuns são:
- Idiopática relacionada com a idade estenose nasolacrimal do duto;
- Dacriocistite;
- Ectrópio;
- Queimaduras;
- Quimioterápicos;
- Colírio;
- Infecções, incluindo canaliculites (p. ex., causadas por Staphylococcus aureus,Actinomyces,Streptococcus,Pseudomonas, herpes simples, conjuntivite, mononucleose infecciosa, vírus do papiloma humano, Ascaris, hanseníase, tuberculose);
- Doenças inflamatórias (sarcoidose, granulomatose com poliangeíte [anteriormente chamada granulomatose de Wegener]);
- Lesões (p. ex., fraturas nasoetmoidais, nasais, orbitárias ou cirurgia endoscópica);
- Radioterapia;
- Síndrome de Stevens-Johnson;
- Tumores (p. ex., tumores primários de saco lacrimal, papilomas benignos, carcinoma espinocelular e basocelular, carcinoma de células de transição, histiocitomas fibrosos, granuloma da linha média, linfoma);
- Síndrome das lágrimas de crocodilo ou síndrome de Bogorad (é uma condição causada pela complicação após uma paralisia facial. Nesta rara complicação, os pacientes lacrimejam durante a salivação, quando estão cheirando ou consumindo comida, ou consumindo bebidas);
- Disautonomia familiar ou síndrome de Riler-Day (é uma importante desordem do sistema nervoso e tem como principais sintomas a absoluta insensibilidade à dor e a ausência de lágrimas).

A obstrução do sistema de drenagem lacrimal pode ser causada por estenose, tumores ou corpos estranhos (p. ex., cálculos, muitas vezes associados à infecção subclínica por Actinomyces). Obstrução pode ser também uma malformação congênita. Muitos distúrbios e drogas pode causar estreitamento ou obstrução de drenagem nasolacrimal.